# Stellaria merzbacheri
Stellaria merzbacheri är en nejlikväxtart som beskrevs av Yu.P. Kozhevnikov. Stellaria merzbacheri ingår i släktet stjärnblommor, och familjen nejlikväxter. Inga underarter finns listade i Catalogue of Life.